# Filip Kapet (1116–1131)
Filip (ur. 29 sierpnia 1116, zm. 13 października 1131 w lesie pod Paryżem) – król Franków w latach 1129–1131 jako koregent swojego ojca Ludwika VI Grubego. Był jego najstarszym synem, pochodzącym z drugiego małżeństwa z Adelajdą z Maurienne, córką Humberta II Grubego, hrabiego Sabaudii. Jako że nie objął samodzielnych rządów, nie jest zaliczany do królów Francji ujętych w poczcie królów. Kolejny władca Francji o tym imieniu panował jako Filip II August.
Jako że Filip był pierwszy w linii sukcesji do tronu i cieszył się miłością swego ojca, w Wielkanoc 1120 roku uznano go za dziedzica korony, a 14 kwietnia 1129 roku został koronowany na koregenta Francji (miał wtedy 12 lat). Od tego czasu jednakże, jak podaje kronikarz Walter Map, urosła jego pycha i przestał się liczyć z ojcem, a także prowadził się gorzej od wiele wymagającego od siebie Ludwika – „tym samym wykopał sobie grób jeszcze za życia”. Nosił się z zamiarem odwiedzenia grobu Chrystusa w Jerozolimie podczas jednej z krucjat. To marzenie przejął po nim brat i późniejszy król Ludwik, który wziął udział w drugiej wyprawie krzyżowej. Ludwik podczas wyprawy oddalił się z Antiochii do Jerozolimy. Poniekąd przyczyniło się to do niepowodzenia wyprawy i rozpadu jego małżeństwa z Eleonorą z Akwitanii.
Filip zmarł niespodziewanie 13 października 1131 roku. Podczas przejazdu króla z towarzyszami nad Sekwaną na ścieżkę wpadła dzika świnia, o którą potknął się koń wiozący króla-koregenta. Ten przekoziołkował nad głową zwierzęcia i upadł na ziemię, łamiąc kończyny. Zmarł następnego dnia nie odzyskawszy przytomności. Następcą w kolejce do tronu i kolejnym królem został jego o 4 lata młodszy brat, Ludwik VII.